# LNB
El  Conversor de Bloc de Baix Soroll  o  LNB , per les sigles angleses de Low-noise block converter, és un dispositiu utilitzat en la recepció de senyals procedents de satèl·lits de comunicacions.
A la Figura 1 es mostra l'aspecte d'un LNB dels utilitzats normalment per a la recepció de TV per satèl·lit.

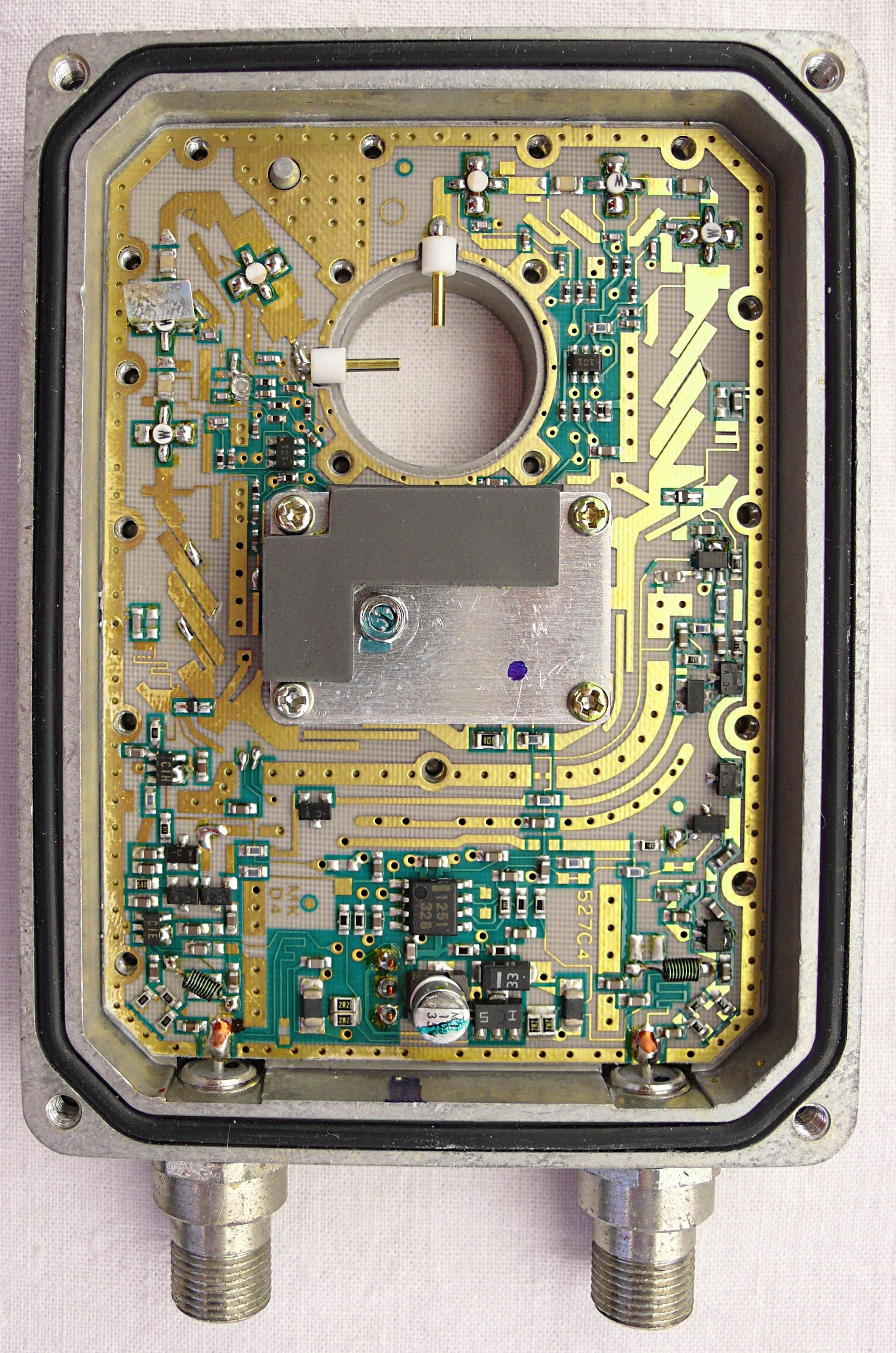
Vista interna d'un LNB.

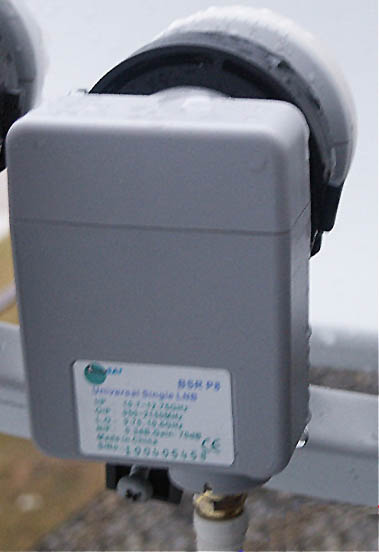
Aspecte d'un LNB.

## Descripció de LNB
Atès que les freqüències de transmissió de l'enllaç descendent del satèl·lit (downlink) són impossibles de distribuir pels cables coaxials, es fa necessari un dispositiu, situat en el focus de l'antena parabòlica, que converteixi el senyal de microones (Banda KU), en un senyal de menor freqüència, perquè sigui possible la seva distribució a través del cablejat coaxial. A aquesta banda se l'anomena Freqüència Intermèdia (FI).
La banda de FI escollida per al repartiment està compresa entre 950 MHz i 2.150 MHz Atès que la banda KU té 2.05 GHz d'amplada de banda (10,7-12,75 GHz) és evident que no es pot convertir a la banda de 950-2150 MHZ (1,2 GHz), de manera que hi ha una subdivisió d'aquesta en dues sub-bandes, anomenades Banda Baixa (10,7-11,7 GHz) i Banda Alta (11,7-12,75 GHz).
L'enllaç descendent del satèl·lit té unes pèrdues molt elevades majors de 200 dB i encara que les modulacions triades per a aquest servei necessiten una C/N molt baixa, els nivells de senyal rebuts per les antenes amb dimensions de consum necessiten dispositius amb figures de soroll molt baixes, per això LNB (Low Noise Block down-converter).
Normalment els rangs de figura de soroll que es manegen estan compresos entre 0,1 dB i 1 dB. Per aconseguir aquestes figures de soroll l'amplificador d'entrada de l'LNB, que és el que determina el valor de la figura de soroll, és especial i del tipus GaAs HEMT (High Electron Mobility Field Effect Transistor, transistor tipus FET d'Arsenur de Gal·li d'alta mobilitat)

## Diagrama de blocs i funcionament
El LNB consta dels següents blocs, en primer lloc, juntament amb l'amplificador HEMT de molt baixa figura de soroll disposa d'un ressonador discriminador de polaritat, un segon bloc de filtratge de banda que limita el soroll d'entrada al mesclador, un tercer bloc mesclador per convertir el senyal de microones en freqüència intermèdia i un últim bloc que és l'amplificador de freqüència intermèdia a la sortida del mesclador. Per a la conversió necessita també un oscil·lador local amb ressonador ceràmic (microones).
Per a realitzar la selecció de polaritat es va estandarditzar per al canvi de discriminació de polaritat un canvi en la tensió d'alimentació (10 a 15 V per a la vertical i de 16 a 20 V per a l'horitzontal). Per al commutador de canvi de banda es va afegir una segona variable a la tensió d'alimentació que va ser superposar o no un to de 22 kHz.
Les dues sub-bandes que obtenim van des de 950-1950 MHz per a la banda baixa i des de 1100-2150 MHz per a la banda alta.
Per a realitzar la conversió es barreja la banda d'entrada seleccionada, mitjançant l'elecció del ressonador i amplificador, amb un oscil·lador local el valor s'ha triat prèviament. A la barreja es produeixen batuts entre els dos senyals (sumes i restes de freqüències), d'aquestes, mitjançant filtratge triem la que es troba a la banda de FI, així per exemple, per a la banda baixa, la freqüència de l'oscil·lador local és 9,75 GHz, perquè (10,7-9,75) GHz = 0,950 GHz (950 MHz) i (11,7-9,75) GHz = 1,95 GHz (1950 MHz) i per a la banda alta el valor de l'oscil·lador local és 10,6 GHz